# Cour du Banc de la Reine pour la Saskatchewan
La Cour du Banc du Roi pour la Saskatchewan (en anglais : Court of King's Bench for Saskatchewan) est la cour supérieure de la province canadienne de la Saskatchewan. Elle comprend 33 juges à temps plein et plusieurs juges surnuméraires qui sont tous nommés et rémunérés par le gouvernement fédéral. Elle siège à cinq différents endroits : Battleford, Estevan, Melfort, Moose Jaw, Prince Albert, Regina, Saskatoon, Swift Current, Weyburn et Yorkton.

## Annexe